# The Real Thing (Highway-dal)
A The Real Thing (magyarul: A valódi dolog) a montenegrói Highway együttes dala, mellyel Montenegrót képviselték a 2016-os Eurovíziós Dalfesztiválon, Stockholmban. A dal belső kiválasztás során nyerte el az eurovíziós indulás jogát, és 2016. március 4-én mutatták be nyilvánosan.

## Eurovíziós Dalfesztivál
A dalt az Eurovíziós Dalfesztiválon a május 10-i első elődöntőben adták elő, fellépési sorrendben tizenötödikként az Azerbajdzsánt képviselő Samra Miracle című dala után, és az Izlandot képviselő Greta Salóme Hear Them Calling című dala előtt. Az elődöntőben a tizenharmadik helyen végeztek, így nem jutottak tovább a május 14-i döntőbe.
A következő montenegrói induló Slavko Kalezić Space című dala volt a 2017-es Eurovíziós Dalfesztiválon.